# José Ocando
José Ocando, deportista venezolano de la especialidad de Halterofilia quien obtuvo medalla de plata en Medellín 2010 y campeón de Centroamérica y del Caribe en Mayagüez 2010.

## Trayectoria
La trayectoria deportiva de José Ocando se identifica por su participación en los siguientes eventos nacionales e internacionales:

### Juegos Suramericanos
Fue reconocido su triunfo de sobrepasar la marca en los Juegos en 77 kg Hombres con una marca de 331.0 en los juegos de Medellín 2010.

#### Juegos Suramericanos de Medellín 2010
Su desempeño en la novena edición de los juegos, se identificó por obtener un total de una medalla:

- , Medalla de plata: Levantamiento de Pesas 77 kg Hombres

### Juegos Centroamericanos y del Caribe
Fue reconocido su desempeño como parte de la selección de  Venezuela en los juegos de Mayagüez 2010.

#### Juegos Centroamericanos y del Caribe de Mayagüez 2010
Su desempeño en la vigésima primera edición de los juegos, se identificó por obtener un total de 3 medallas:

- , Medalla de oro: 77 kg Envión
- , Medalla de plata: 77 kg
- , Medalla de bronce: 77 kg Arrancada